# Domenico Albrici
Domenico Albrici (Ostra, 1600 circa – ...) è stato un contraltista italiano.

## Biografia
Domenico Albrici (o Albrizi o Albrizzi), soprannominato Domenicone, nacque in Montalboddo, l'attuale Ostra, intorno al 1600. 
Coprì il posto di contralto presso la cappella della Santa Casa di Loreto per quattro anni, dal 1621 al 1626.
Dopo di che si trasferì a Roma.
Dal 1638 al 1642 prestò servizio presso il Duomo di Orvieto sotto la direzione del suocero Fabio Costantini padre di sua moglie Camilla.
In seguito, alla guida di un gruppo di musicisti italiani, iniziò una lunga tournée nelle corti europee finché nel 1652 entrò assieme ai figli al servizio delle regina Cristina di Svezia.  
I suoi figli Vincenzo e Bartolomeo divennero valentissimi compositori e musicisti. Anche la figlia Leonora raggiunse una discreta fama come cantante.
Ebbe rapporti di parentela, per via matrimoniale, con la famiglia Costantini (Alessandro e Fabio), anch'essi musicisti e compositori marchigiani.